# استعداد (مجموعه)

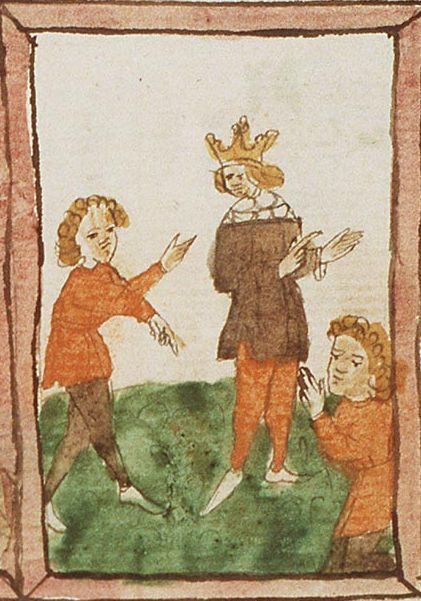
استعاره‌ی وزنه‌ها

استعداد جنبه ای است که به توانایی خاص یک فرد برای عملکرد در یک زمینه خاص کمک می‌کند. برخلاف دانش و مهارت‌های آموخته‌شده که از طریق تمرین به دست می‌آیند، استعداد توانایی ویژه یک فرد برای پیشرفت نسبتاً سریع در حوزه مربوطه و توانایی دستیابی به سطح عملکرد بالاتر از متوسط است.
استعداد اغلب به عنوان یک پتانسیل ذاتی در نظر گرفته می‌شود. بدون توجه به اینکه قبلاً خود را از طریق عملکرد ویژه نشان داده‌است وجود دارد. اگر فردی چندین استعداد فردی یا استعدادهایی در حوزه‌های مختلف داشته باشد با عنوان «استعدادهای متعدد» نیز شناخته می‌شوند.

## منشأ آلمانی کلمه استعداد
کلمه استعداد، مانند gābe آلمانی میانه، متعلق به فعل رایج آلمانی Middle High German give، آلمانی عالی قدیمی geban است که به ریشه هندواروپایی ghabh- «به دست گرفتن» برمی‌گردد.

## منشأ کلمه استعداد
کلمه استعداد به معنای وقف منشأ آن استعداد واحد توده شرقی باستانی است که در کتاب مقدس نیز برای تعیین مقدار متناظر از سکه‌های نقره به کار می‌رود. در مَثَل عهد جدید استعدادهای امانت دار Mt 25 25: به سه خدمتکار پنج، دو یا فقط یک "τἀλαντον" - "هر کدام به اندازه توانایی (قدرت خود" سپرده شده‌است. لوتر و زوینگلی هنوز استعداد را به عنوان سنتنر ترجمه کردند. اما احتمالاً از طریق ولگاته لاتین که talentum را ترجمه کرده‌است، کلمه استعداد به معنای توانایی را می‌توان از قرن شانزدهم در انگلیسی یافت. در فرانسه از قرن هفدهم ثابت می‌کند در این انحراف به زبان آلمانی نیز معنی خود را گرفت.

## به‌طور کلی در مورد استعداد
استعدادهایی در زمینه‌های مختلف دانش و توانایی وجود دارد که می‌تواند به عنوان مثال به توانایی‌های فکری، هنری یا ورزشی مربوط باشد. از طریق تحقیقات ژنتیکی، در عین حال (۲۰۱۲) حداقل ۵۲ ژن مختلف (یا جهش‌های ژنی) شناسایی شده‌اند که بر عوامل مختلف عملکرد ورزشی تأثیر دارند. مفهوم استعداد عمومی اغلب به‌طور یک طرفه بر جنبه هوش انتزاعی- تحصیلی تأکید می‌کند. جنبه‌های انگیزشی و شخصی نیز در مفهوم کلی استعداد جریان دارد. بر خلاف استعداد حرفه ای، هوش عملی به جابجایی فعال اشیاء بتنی محدود می‌شود. تا سال ۱۹۹۰ در جمهوری دموکراتیک آلمان، توجه به افرادی معطوف بود که استعدادهای حرفه ای خاصی داشتند، اما در FRG تمرکز در درجه اول بر استعدادهای تحصیلی بود. استعداد موضوع تحقیق در رشته‌های مختلف علمی است. در سپتامبر ۲۰۱۲، دانشگاه مونستر بزرگ‌ترین کنگره تحقیقات استعداد تا به امروز را برگزار کرد.
استعدادهای شناختی
- هوش: با استعداد
- حافظه: حافظه عکاسی
- ریاضیات: درک ارتباطات منطقی. تفکر منطقی، منطق، درک ریاضی را نیز ببینید
- شهود، هوش هیجانی (EQ)

موسیقی، زبان، سرگرمی
- احساس برای زبان
- هنر، استعداد موسیقی
- سرگرمی

هماهنگی حرکت
- ورزش‌ها
- مهارت
- مهارت، پاسخگویی

مهارت‌های سازمانی
- سازمان: رهبری (نظامی)، مدیریت، بازاریابی، سیاست

استعدادها همیشه به یک جزء ژنتیکی نیاز دارند. با این حال، عوامل شخصیتی خاص افزایش دهنده عملکرد، خانواده، مدرسه و شرایط اجتماعی به همان اندازه ضروری هستند (ر. هاید/فینک ۲۰۰۴). این شامل خانه، مدرسه و سایر عوامل آموزشی و محیطی می‌شود که بدون آنها هیچ عملکرد بالایی قابل تصور نیست. مطالعات نشان می‌دهد که در افراد با استعداد، افزایش فعالیت مغز در ناحیه مربوطه قابل اندازه‌گیری است. علاوه بر این، مناطق خاصی از مغز (کمی) توسعه یافته تر از حد متوسط هستند. این ویژگی در درجه اول از طریق حمایت اولیه یا تحریک توانایی‌های خاص و در نتیجه مناطق مربوطه مغز.
استثناها البته استعدادهایی هستند که می‌توان آنها را به ویژگی‌های جسمانی خاص ردیابی کرد؛ بنابراین استعداد یک خواننده در درجه اول به صدای او بستگی دارد، یعنی. اچ. با آناتومی اندام صوتی اش.
این واقعیت که استعداد به‌طور ژنتیکی تعیین می‌شود اغلب مورد مناقشه بوده‌است. همین‌طور بود به عنوان مثال ب. معلم موسیقی شینیچی سوزوکی، مخالف رادیکال این عقیده که استعداد موسیقی (همچنین: استعداد برتر) دلیل دیگری جز تمرین گوش زودهنگام و تمرین فشرده روزانه دارد. سوزوکی به‌طور مداوم استدلال می‌کند که تحقیقات استعداد بر روی نوزادان تازه متولد شده انجام نمی‌شود، بلکه بر روی کودکانی انجام می‌شود که ممکن است سال‌ها تحریک و تشویق موسیقی دریافت کرده باشند یا نشوند. (نگاه کنید به آموزش در دوران کودکی، رشد اولیه کودکی)
استعداد خود را از طریق پاسخگویی خاص نسبتاً اولیه به یک ماده خاص، یک کار خاص، یک چیز خاص نشان می‌دهد. شخص با استعداد نیز تمایل دارد به این مطالب و غیره علاقه‌مند شود (ر.ک. راث ۶۷، ۲۴–۳۳). در مورد استعداد نیز سهولت لذت بخشی در تسلط بر این مطالب و غیره وجود دارد. یک فرد با استعداد مطمئناً می‌تواند خود را فدای مطالب خود کند، زیرا نیاز بیشتری به تجربه بیشتر در زمینه خود دارد. علاوه بر این، فرد با استعداد دائماً از سطوح موفقیتی که قبلاً به دست آورده ناراضی است، که تمایل به تلاش در این زمینه را افزایش می‌دهد. دانشمندان آن را «نارضایتی تولیدی» می‌نامند. افزایش اعتماد به نفس یکی دیگر از شاخص‌های استعداد است، زیرا یک با استعداد (= مستعد) می‌داند که چقدر بر موضوع، وظیفه، چیز خود تسلط دارد. در نهایت، این منجر به این می‌شود که یک فرد با استعداد به توانایی‌های بالاتر از حد متوسط خود اعتماد کند. یک خواننده با استعداد z. ب. ترجیح می‌دهد در مقابل تماشاگران اجرا کند تا یک فرد غیر خواننده. استعداد به نفع بهره‌وری مستقل و/یا خلاق است. با استعداد چیز جدیدی می‌آفریند (گاهی درخشان).